# Стукало Олег Юрійович
Оле́г Ю́рійович Сту́кало (16 серпня 1979 — 18 лютого 2015) — підполковник (посмертно) Збройних сил України.

## Життєвий шлях
Закінчив 1996 року Лисянську ЗОШ № 2, вступив до Київського інституту Сухопутних військ — на танковий інженерний факультет. 2000 року через ліквідацію інституту весь курс перевели до Харківського інституту танкових військ, котрий Олег і закінчив. Служив за контрактом, начальник штабу 891-го окремого батальйону тилового забезпечення.
У часі війни — заступник командира механізованого батальйону 128-ї бригади.
Загинув 18 лютого під час виходу підрозділу з Дебальцевого — його механізований батальйон прикривав відхід основних сил бригади та виходив останнім.
У березні упізнаний серед загиблих захисників. 12 березня 2015-го похований у Лисянці.
Без Олега залишилися батьки, сестра, дружина, син 2006 р.н.

## Нагороди та вшанування
- Указом Президента України № 270/2015 від 15 травня 2015 року — орденом Богдана Хмельницького III ступеня (посмертно)[1]
- Почесний громадянин міста Мукачева (рішення сесії Мукачівської міської ради від 28 травня 2015, посмертно).
- нагороджений Почесною грамотою Черкаської ОДА і обласної ради (10 березня 2015, посмертно)
- Почесний громадянин селища Лисянка (рішення сесії Лисянської селищної ради від 24 вересня 2015 року, посмертно)
- 13 жовтня 2015 року в Лисянській ЗОШ № 2 відкрито меморіальну дошку випускнику Олегові Стукалу
- його іменем названа одна з вулиць у Лисянці